# 汪贵 (天顺进士)
汪贵（1421年—1498年），字士達，江西廣信府永豐縣人，明朝政治人物、進士出身。

## 生平
景泰癸酉（1453年）江西鄉試第一百六十一名。天順四年（1460年），登庚辰科進士。禮部觀政，告病歸。
1465年接替王钟任崇明县知县一职，1465年由李显接任。
崇明任上母亲去世丁憂，服闋，起補淳安知縣，考满赴京，升湖州府同知，成化二十二年（1486年）致仕。弘治十一年卒，享年七十八。

## 家族
曾祖汪景文；祖汪伯京；父汪仲深。母王氏。慈侍下。兄汪瑮。